# Elizabeth Reaser
Elizabeth Ann Reaser (Bloomfield Township, 2 luglio 1975) è un'attrice statunitense, nota per i ruoli di Rebecca Pope (Ava) nella serie televisiva Grey's Anatomy ed Esme Cullen nell'adattamento cinematografico della saga di Twilight di Stephenie Meyer.

## Biografia
Nata a Bloomfield Township, nell'Oakland County, nel Michigan, da una madre casalinga e un padre insegnante. Ha frequentato la Juilliard School e ha fatto la sua prima comparsa presso il grande pubblico in alcune opere a Londra.
Fa altre importanti comparse nei film Stay - Nel labirinto della mente e La neve nel cuore, e riceve numerosi premi ed altre importanti nomination. Altra celebre interpretazione è nella serie televisiva The West King. Infine, a partire dal 2007, è entrata nel cast di Grey's Anatomy e nel 2008 in quello di Twilight.

## Filmografia

### Cinema
- The Believer, regia di Henry Bean (2001)
- Tredici variazioni sul tema (Thirteen Conversations About One Thing), regia di Jill Sprecher (2001)
- Contratto con la morte (Emmett's Mark), regia di Keith Snyder (2002)
- Mind the Gap, regia di Eric Schaeffer (2004)
- Stay - Nel labirinto della mente (Stay), regia di Marc Forster (2005)
- Sweet Land, regia di Ali Selim (2005)
- La neve nel cuore (The Family Stone), regia di Thomas Bezucha (2005)
- Shut Up and Sing, regia di Bruce Leddy (2006)
- Puccini for Beginners, regia di Maria Maggenti (2006)
- Purple Violets, regia di Edward Burns (2007)
- Twilight, regia di Catherine Hardwicke (2008)
- Controcorrente (Against the Current), regia di Peter Callahan (2009)
- The Twilight Saga: New Moon, regia di Chris Weitz (2009)
- The Twilight Saga: Eclipse, regia di David Slade (2010)
- The Twilight Saga: Breaking Dawn - Parte 1, regia di Bill Condon (2011)
- L'arte di cavarsela (The Art of Getting By), regia di Gavin Wiesen (2011)
- Young Adult, regia di Jason Reitman (2011)
- Liberal Arts, regia di Josh Radnor (2012)
- The Twilight Saga: Breaking Dawn - Parte 2, regia di Bill Condon (2012)
- Hello, My Name Is Doris, regia di Michael Showalter (2015)
- Ouija - L'origine del male (Ouija: Origin of Evil), regia di Mike Flanagan (2016)
- Sotto attacco (Embattled), regia di Nick Sarkisov (2020)
- Dark Harvest, regia di David Slade (2023)

### Televisione
- Sports Theater with Shaquille O'Neal – serie TV, 1 episodio (1998)
- I Soprano (The Sopranos) – serie TV, episodio 2x07 (2000)
- Law & Order: Criminal Intent – serie TV, episodi 1x13-5x13 (2002-2006)
- Hack – serie TV, episodio 2x15 (2004)
- The Jury – serie TV, episodio 1x01 (2004)
- Saved – serie TV, 13 episodi (2006)
- Standoff – serie TV, episodio 1x08 (2006)
- Grey's Anatomy – serie TV, 18 episodi (2007-2008)
- Wainy Days – serie TV, episodio 3x04 (2008)
- The Ex List – serie TV, 13 episodi (2008)
- The Good Wife – serie TV, 4 episodi (2010-2011)
- Bonnie & Clyde, regia di Bruce Beresford – miniserie TV (2013)
- True Detective – serie TV, episodio 1x05 (2014)
- Mad Men – serie TV, episodi 7x08-7x09 (2015)
- Easy – serie TV, 5 episodi (2016-2019)
- Manhunt – miniserie TV, 5 puntate (2017)
- Law & Order True Crime – serie TV, 7 episodi (2017)
- The Haunting – serie TV, 8 episodi (2018)
- The Handmaid's Tale – serie TV, episodi 3x06-3x07-3x12 (2019)
- 50 States of Fright – serie TV, episodi 2x09-2x10 (2020)
- American Crime Story – serie TV (2021)

## Doppiatrici italiane
Nelle versioni in italiano delle opere in cui ha recitato, Elizabeth Reaser è stata doppiata da:
- Giò Giò Rapattoni in Twilight, The Twilight Saga: New Moon, The Twilight Saga: Eclipse, The Twilight Saga: Breaking Dawn - Parte 1, The Twilight Saga: Breaking Dawn - Parte 2, Ouija - L'origine del male, True Detective, Hello, My Name Is Doris, Manhunt: Unabomber, American Crime Story
- Laura Cosenza in Contratto con la morte, Grey's Anatomy, The Haunting
- Laura Lenghi ne La neve nel cuore, The Good Wife, Mad Men
- Laura Latini in Stay - Nel labirinto della mente, Controcorrente
- Perla Liberatori in Easy
- Eleonora De Angelis in The Believer
- Daniela Calò in Young Adult
- Francesca Fiorentini ne L'arte di cavarsela
- Ilaria Latini in Saved
- Maura Cenciarelli in The Ex List
- Anna Lana in Law & Order - Criminal Intent (ep. 1x13)
- Cristina Giolitti in Law & Order - Criminal Intent (ep. 5x13)